# Grammy Award
Grammy Award (Grammy) är en utmärkelse, som sedan 1959 utdelas av Recording Academy (en sammanslutning av personer, som är inblandade i den amerikanska musikindustrin) för framstående prestationer inom musikbranschen. Den betraktas som musikens motsvarighet till filmvärldens Oscar-utmärkelse.
På samma sätt som Oscar sker utdelningen efter omröstning bland röstberättigade medlemmar i Recording Academy och inte på grund av popularitet eller försäljningsresultat. Utmärkelsen har fått sitt namn efter den trofé som vinnarna mottar, en förgylld miniatyr av en trattgrammofon. Grammypriset delas ut i februari varje år, och det är inspelningar och prestationer året innan som belönas. Brytpunkten är dock inte satt vid årsskiftet utan vid månadsskiftet augusti/september (bästa album 2026 har alltså spelats in och släppts under perioden 1 september 2024 – 31 augusti 2025).
Antalet priskategorier är för närvarande 105 inom 30 olika genrer. Det finns fyra priser som spänner över alla kategorier: Record of the Year, Album of the Year, Song of the Year och Best New Artist.

## Övrigt
- Flest erhållna Grammys har sångerskan Beyoncé med sammanlagt 32 vinster.[1] Hon slog 2023 rekordet som tidigare innehades av den klassiske dirigenten Sir Georg Solti med sammanlagt 31 Grammys[2] fram till sin död 1997. Rekordet för en musikgrupp är 22 och hålls av irländska U2.
- Grammys inom flest kategorier har jazzgitarristen Pat Metheny med 16 Grammys inom sju olika kategorier.
- Trumslagaren Hal Blaine (som spelar i olika konstellationer vid skivinspelningar, speciella konserter med mera) spelade på den skiva som vann kategorin Årets skiva sex år i följd 1966–1971.

## Kategorier

### Alternativ
- Grammy Award för Best Alternative Music Album

### Blues
- Grammy Award för Best Traditional Blues Album
- Grammy Award för Best Contemporary Blues Album

### Barn
- Grammy Award för Best Album for Children
- Grammy Award för Best Musical Album for Children
- Grammy Award för Best Spoken Word Album for Children

### Klassiskt
- Grammy Award för Best Orchestral Performance
- Grammy Award för Best Classical Vocal Performance
- Grammy Award för Best Classical Performance, Operatic or Choral
- Grammy Award för Best Opera Recording
- Grammy Award för Best Choral Performance
- Grammy Award för Best Classical Performance - Instrumental Soloist or Soloists (with or without orchestra)
- Grammy Award för Best Instrumental Soloist(s) Performance (with orchestra)
- Grammy Award för Best Instrumental Soloist Performance (without orchestra)
- Grammy Award för Best Small Ensemble Performance
- Grammy Award för Best Chamber Music Performance
- Grammy Award för Best Classical Contemporary Composition
- Grammy Award för Best Classical Album
- Grammy Award för Best Classical Crossover Album
- Grammy Award för Best New Classical Artist

### Komedi
- Grammy Award för Best Comedy Album|Best Comedy Album
- Grammy Award för Best Spoken Comedy Album|Best Spoken Comedy Album

### Komposition/arrangemang
- Grammy Award för Best Instrumental Composition
- Grammy Award för Best Song Written for a Motion Picture, Television or Other Visual Media
- Grammy Award för Best Score Soundtrack Album for a Motion Picture, Television or Other Visual Media
- Grammy Award för Best Arrangement
- Grammy Award för Best Instrumental Arrangement
- Grammy Award för Best Instrumental Arrangement Accompanying Vocalist(s)
- Grammy Award för Best Vocal Arrangement for Two or More Voices

### Country
- Grammy Award för Best Female Country Vocal Performance
- Grammy Award för Best Male Country Vocal Performance
- Grammy Award för Best Country Performance, Duo or Group - Vocal or Instrumental
- Grammy Award för Best Country Performance by a Duo or Group with Vocal
- Grammy Award för Best Country Collaboration with Vocals
- Grammy Award för Best Country Instrumental Performance
- Grammy Award för Best Country & Western Recording
- Grammy Award för Best Country & Western Single
- Grammy Award för Best Country Song
- Grammy Award för Best Country Album
- Grammy Award för Best Bluegrass Album
- Grammy Award för Best New Country & Western Artist

### Dans
- Grammy Award för Best Dance Recording
- Grammy Award för Best Electronic/Dance Album

### Disco
- Grammy Award för Best Disco Recording

### Film/TV/Media
- Grammy Award för Best Compilation Soundtrack Album for a Motion Picture, Television or Other Visual Media
- Grammy Award för Best Song Written for a Motion Picture, Television or Other Visual Media
- Grammy Award för Best Score Soundtrack Album for a Motion Picture, Television or Other Visual Media

### Folkmusik
- Grammy Award för Best Ethnic or Traditional Folk Recording
- Grammy Award för Best Traditional Folk Album
- Grammy Award för Best Contemporary Folk Album
- Grammy Award för Best Native American Music Album|
- Grammy Award för Best Hawaiian Music Album
- Grammy Award för Best Zydeco or Cajun Music Album

### Gospel
- Grammy Award för Best Gospel Performance
- Grammy Award för Best Gospel Song
- Grammy Award för Best Gospel Performance, Traditional
- Grammy Award för Best Gospel Performance, Contemporary
- Grammy Award för Best Gospel Vocal Performance, Female
- Grammy Award för Best Gospel Vocal Performance, Male
- Grammy Award för Best Gospel Vocal Performance by a Duo or Group, Choir or Chorus
- Grammy Award för Best Soul Gospel Performance
- Grammy Award för Best Soul Gospel Performance, Traditional
- Grammy Award för Best Soul Gospel Performance, Contemporary
- Grammy Award för Best Soul Gospel Performance, Female
- Grammy Award för Best Soul Gospel Performance, Male
- Grammy Award för Best Soul Gospel Performance, Male or Female
- Grammy Award för Best Soul Gospel Performance by a Duo or Group, Choir or Chorus
- Grammy Award för Best Inspirational Performance
- Grammy Award för Best Pop/Contemporary Gospel Album
- Grammy Award för Best Rock Gospel Album
- Grammy Award för Best Traditional Soul Gospel Album
- Grammy Award för Best Contemporary Gospel Album]
- Grammy Award för Best Contemporary R&B Gospel Album
- Grammy Award för Best Southern, Country or Bluegrass Gospel Album
- Grammy Award för Best Gospel Choir or Chorus Album

### Historia
- Grammy Award för Best Historical Album

### Jazz
- Grammy Award för Best Jazz Vocal Performance, Female
- Grammy Award för Best Jazz Vocal Performance, Male]
- Grammy Award för Best Jazz Vocal Performance, Duo or Group
- Grammy Award för Best Jazz Instrumental Solo|
- Grammy Award för Best Jazz Instrumental Album, Individual or Group
- Grammy Award för Best Large Jazz Ensemble Album
- Grammy Award för Best Jazz Fusion Performance
- Grammy Award för Best Original Jazz Composition
- Grammy Award för Best Jazz Vocal Album
- Grammy Award för Best Contemporary Jazz Album
- Grammy Award för Best Latin Jazz Album

### Latinamerikansk musik
- Grammy Award för Best Latin Recording
- Grammy Award för Best Latin Pop Album
- Grammy Award för Best Traditional Tropical Latin Album
- Grammy Award för Best Salsa Album
- Grammy Award för Best Mexican/Mexican-American Album
- Grammy Award för Best Latin Rock/Alternative Album
- Grammy Award för Best Tejano Album
- Grammy Award för Best Norteño Album
- Grammy Award för Best Regional Mexican Album
- Grammy Award för Best Banda Album
- Grammy Award för Best Latin Urban Album

### Musikal
- Grammy Award för Best Musical Show Album
- Grammy Award för Best Sound Track Album or Recording of Original Cast From a Motion Picture or Television

### Musikvideo
- Grammy Award för Best Short Form Music Video
- Grammy Award för Best Long Form Music Video
- Grammy Award för Best Concept Music Video
- Grammy Award för Best Performance Music Video
- Grammy Award för Video of the Year

### Packaging/Notes; Best Album Cover
- Grammy Award för Best Recording Package
- Grammy Award för Best Boxed or Special Limited Edition Package
- Grammy Award för Best Album Notes
- Grammy Award för Best Album Notes - Classical]

### Polka
- Grammy Award för Best Polka Album

### Pop
- Grammy Award för Best Vocal Performance, Female
- Grammy Award för Best Vocal Performance, Male
- Grammy Award för Best Performance by a Vocal Group
- Grammy Award för Best Performance by a Chorus
- Grammy Award för Best Instrumental Performance
- Grammy Award för Best Female Pop Vocal Performance
- Grammy Award för Best Male Pop Vocal Performance
- Grammy Award för Best Contemporary (R&R) Solo Vocal Performance - Male or Female
- Grammy Award för Best Pop Performance by a Duo or Group with Vocal
- Grammy Award för Best Contemporary Performance by a Chorus
- Grammy Award för Best Pop Collaboration with Vocals
- Grammy Award för Best Performance by an Orchestra - for Dancing
- Grammy Award för Best Performance by an Orchestra or Instrumentalist with Orchestra
- Grammy Award för Best Pop Instrumental Performance
- Grammy Award för Best Pop Instrumental Performance with Vocal Coloring
- Grammy Award för Best Contemporary Song
- Grammy Award för Best Pop Vocal Album
- Grammy Award för Best Pop Instrumental Album

### Produktion
- Grammy Award för Best Engineered Album, Non-Classical
- Grammy Award för Best Engineered Album, Classical
- Grammy Award för Best Engineered Recording - Special or Novel Effects
- Grammy Award för Best Remixed Recording, Non-Classical
- Grammy Award för Producer of the Year, Non-Classical
- Grammy Award för Producer of the Year, Classical
- Grammy Award för Remixer of the Year, Non-Classical

### R&B
- Grammy Award för Best Female R&B Vocal Performance
- Grammy Award för Best Male R&B Vocal Performance
- Grammy Award för Best R&B Solo Vocal Performance, Male or Female
- Grammy Award för Best R&B Performance by a Duo or Group with Vocals
- Grammy Award för Best Traditional R&B Vocal Performance
- Grammy Award för Best R&B Instrumental Performance
- Grammy Award för Best Urban/Alternative Performance
- Grammy Award för Best Rhythm & Blues Recording
- Grammy Award för Best R&B Song
- Grammy Award för Best R&B Album
- Grammy Award för Best Contemporary R&B Album

### Rap
- Grammy Award för Best Rap Solo Performance
- Grammy Award för Best Female Rap Solo Performance
- Grammy Award för Best Male Rap Solo Performance
- Grammy Award för Best Rap Performance by a Duo or Group
- Grammy Award för Best Rap/Sung Collaboration
- Grammy Award för Best Rap Song
- Grammy Award för Best Rap Album

### Reggae
- Grammy Award for Best Reggae Album

### Rock
- Grammy Award för Best Female Rock Vocal Performance
- Grammy Award för Best Male Rock Vocal Performance
- Grammy Award för Best Rock Vocal Performance, Solo
- Grammy Award för Best Rock Performance by a Duo or Group with Vocal
- Grammy Award för Best Rock Instrumental Performance
- Grammy Award för Best Hard Rock Performance
- Grammy Award för Best Metal Performance
- Grammy Award för Best Hard Rock/Metal Performance Vocal or Instrumental
- Grammy Award för Best Rock Song
- Grammy Award för Best Rock Album

### Surroundljud
- Grammy Award för Best Surround Sound Album

### Spoken Word
- Grammy Award för Best Spoken Word Album
- Grammy Award för Best Spoken Comedy Album

### Traditionell pop
- Grammy Award för Best Traditional Pop Vocal Album

### Världsmusik
- Grammy Award för Best World Music Album
- Grammy Award för Best Traditional World Music Album
- Grammy Award för Best Contemporary World Music Album